# Аталанта
Атала́нта (др.-греч. Ἀταλάντη «непоколебимая») — имя героини древнегреческой мифологии, рассказ о которой имеет несколько версий. Иногда различали двух Аталант: аркадскую и беотийскую (жену Гиппомена). Мифы об обеих Аталантах часто смешиваются и находятся в связи с представлениями об Артемиде.
Дочь Иаса и Климены (Иасия/Иасиона с горы Парфения); либо Схенея (по Гесиоду и другим); либо Менала (по Еврипиду).

## Аталанта аркадская

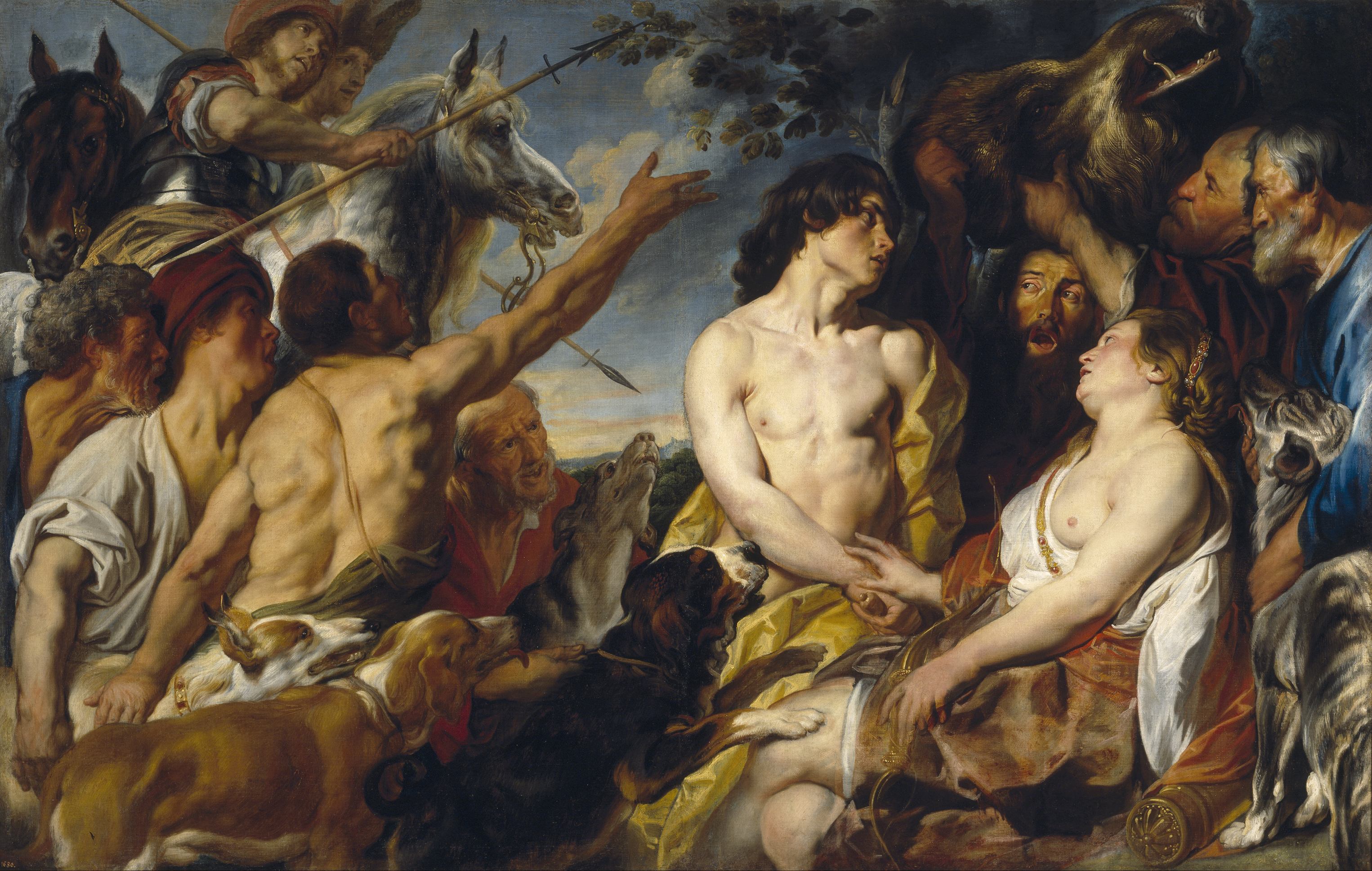
Якоб Йорданс. Мелеагр и Аталанта. 1620—1650. Прадо. Мадрид

Аталанта аркадская — дочь Иасия (Иаса) и Климены. Её отец, желая иметь детей мужского пола, выбросил девочку на горе Парфений, и её вскормила медведица, пока Аталанту не подобрали охотники. Искусная в стрельбе из лука охотница. От стрел её пали кентавры Гилей и Рек, вздумавшие её преследовать. Охотясь, ударила копьём в скалу в пещере близ Кифантов (Лаконика), и оттуда потекла вода.
Принимала участие в охоте на калидонского вепря, Аталанте первой удалось поразить его стрелой, а затем обессиленного вепря добил своим копьём Мелеагр. Мелеагр поднёс ей охотничий трофей — голову и шкуру вепря. Сыновья Фестия отняли у неё шкуру, и Мелеагр убил их.
По одной из версий, участница похода аргонавтов. По Аполлонию, Ясон не взял её в поход с аргонавтами, опасаясь любовных раздоров, и она подарила Ясону копьё.
Убила многих, состязаясь с ними в беге. Побежденная в беге, вышла замуж за Меланиона, которому родила Парфенопея (по Еврипиду и Овидию, за Гиппомена).

## Аталанта беотийская

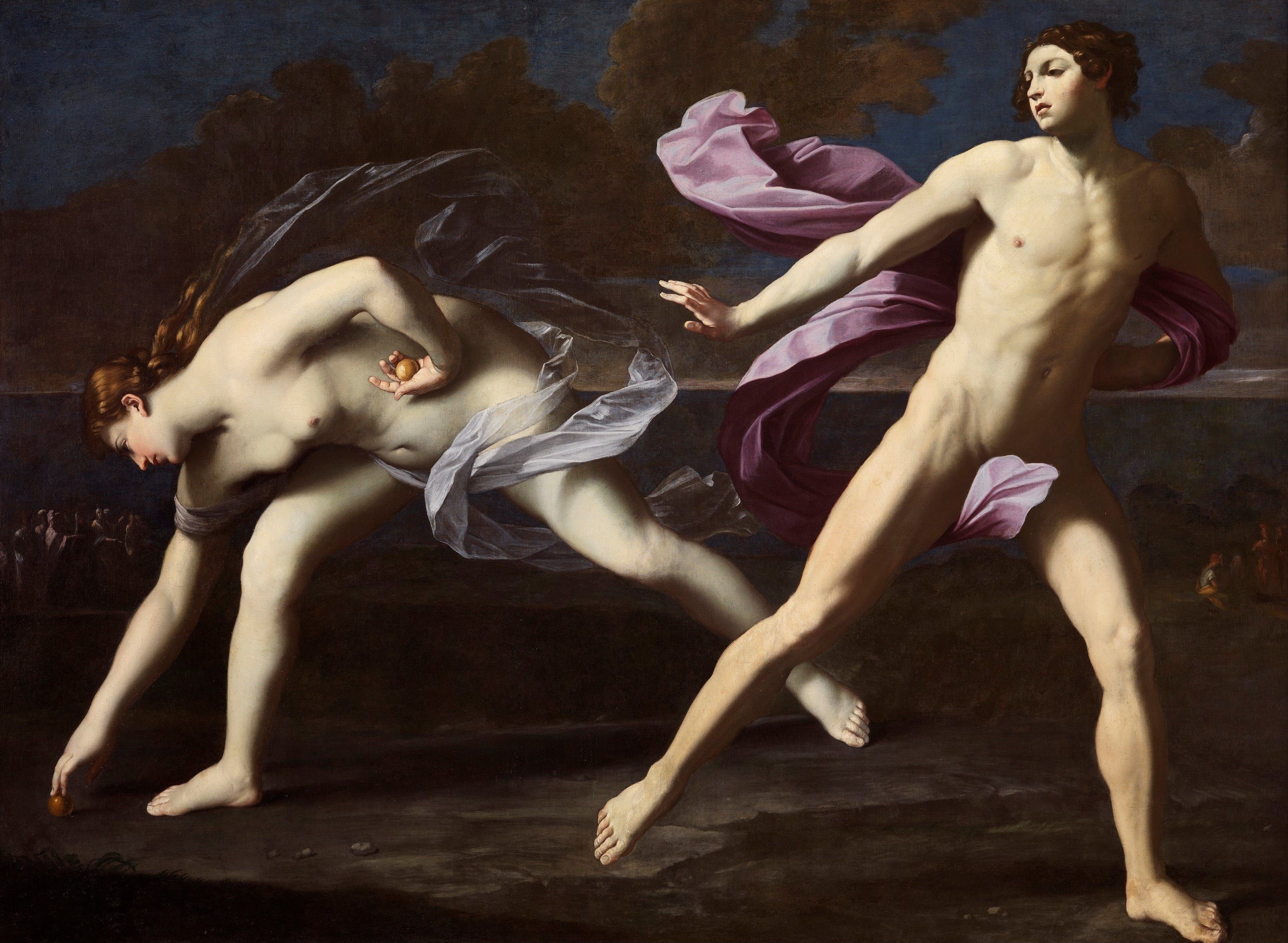
Гвидо Рени. Состязание с Гиппоменом. Около 1612 года. Прадо. Мадрид

Аталанта беотийская — дочь Схенея, знаменитая красотою и быстротою в беге. Каждому из искателей своей руки она предлагала состязаться в беге, причём он, безоружный, должен был бежать впереди, она же с копьём следовала за ним; если она его не настигала, то признавала своим женихом, в противном случае его ожидала неминуемая смерть. Много юношей пало от её руки, пока Гиппомен (сын Мегарейя или Арея) не перехитрил её с помощью Афродиты. Богиня дала ему золотые яблоки, которые он во время бега ронял поодиночке: поднимая их, Аталанта отстала, и Гиппомен первым достиг цели.
Но он забыл поблагодарить Афродиту; желая ему отомстить, она возбудила в нём такую сильную страсть, что они возлегли в храме Зевса на Парнасе. Стали львами по воле Артемиды. По другому рассказу, они возлегли в храме Кибелы, и разгневанная Кибела превратила их во львов, которых запрягла в свою колесницу. По рационалистическому истолкованию, Аталанту и Гиппомена съели львы.
После смерти её душа выбрала следующую жизнь мужчины-атлета.

## В культуре
Действующее лицо трагедий Эсхила, Крития, Аристия и Пакувия «Аталанта», а также комедий Эпихарма, Страттиса (греч.), Алексида, Евтикла, Филиллия, Филетера, Амфиса «Аталанта».
Свою версию мифа об Аталанте изложил итальянский детский писатель Джанни Родари в книге «Atalanta. Una fanciulla nella Grecia degli dei e degli eroi» («Аталанта. Девушка в Греции богов и героев»).
В честь Аталанты назван астероид (36) Аталанта, открытый в 1855 году, равнина Аталанты на Венере, футбольный клуб Аталанта (Бергамо) и  бабочка (лат. Vanessa atalanta) Адмирал.